# Friedrich Ludvig Zuschlag
Friedrich Ludvig Zuschlag (7. februar 1759 i Jystrup – 18. januar 1808 i København) var en dansk billedskærer og vokspousserer.
Han var søn af sognepræst, (senere i Haraldsted og Allindemagle ved Ringsted) Johannes Mortensen Zuschlag (1724-1792) og Dorothea Joachimine Agnete født Martens. Han gik kontorvejen, blev 1789 kancellist i Søetatens Revisionskontor, blev november 1798 kontrollør ved Assistenshuset i København og døde den 18. januar 1808
Ved siden af sin embedsvirksomhed dyrkede han med megen flid og som det synes med virkeligt held billedskærerkunsten. Mens han optrådte som skuespiller, begyndte han at udføre små portrætmedaljoner i voks, hvoraf der blev taget gipsafstøbninger. Han blev tilskyndet dertil af Knud Lyne Rahbek, for det første voksportræt forestillede Rahbeks sværmeri Johanne Rosing, vakte Rahbeks beundring og indgød Zuschlag håb om en fremtidig fast indtægt. 
I 1784 tilbød han i Lommebog for Skuespillere små gipsmedaljoner for 1 rigsdaler pr. stk. Af sådanne portrætter nævner Minerva i 1785 og senere skuespillerinderne madam Walter og madam Preisler, skuespiller Rose og prins Carl af Hessen, endvidere "vor udødelige Suhms overmaade lignende Medaillon", og komponisten Naumanns. Zuschlag nævnes i den tids sprog kun med tillægget "vor flittige Modelerer". Ved siden af de gipseksemplarer, der således gik i handelen, udførte han også portrætmedaljoner i elfenben, og Familien ejer således endnu bl.a. tre smukt udskårne medaljoner, forestillende hans første hustru og hendes to Søstre, flere basrelieffer, udskårne i elfenben, m.m.
Zuschlag kunne dog ikke leve af sin kunst, som han derfor gradvist lagde på hylden.
Zuschlag blev gift 1. gang 14. april 1789 i København med Louise Augusta Oppenheim (4. maj 1767 - 12. juli 1798 i København) og 2. gang 19. december 1798 i København med Marie Frederikke Stundre (10. februar 1765 i København - 6. maj 1829 smst.), datter af guldsmed Jacques (Jacob) Stundre og Anne-Marie Fistaine. 
Han er begravet på Holmens Kirkegård.

## Værker
Voksrelieffer:
- Johanne Cathrine Rosing (1782)
- Johanne Ophelia Rosing, gift Drewsen (1782)
- Engel Schack (1782)
- Christian VII (1782)
- Prins Carl af Hessen (1785)
- Bolle Willum Luxdorph (1786)

Gipsrelieffer:
- Peter Cramer (1783)
- Johann Clemens Tode (1783)
- Caroline Walter (1784)
- Marie Cathrine Preisler (1784)
- Christopher Pauli Rose (1784)
- Erik Pauelsen (1784?, Statens Museum for Kunst) og hustruen Anna Elisabeth, født Lobech (1784?, sammesteds)
- Prins Carl af Hessen (1785)
- Peter Friderich Suhm (1786)
- Johann Gottlieb Naumann (1786)
- Præsten P.A. Knudsen og 1. hustru Sophie Frederikke Oppenheim (ca. 1788)
- Selvportræt
- Kunstnerens hustru Louise Augusta født Oppenheim
- Ubekendt mandsportræt
- Ubekendt kvindeportræt

Elfenbensrelieffer:
- Frederikke Oppenheim (ca. 1788)
- Charlotte Amalie Oppenheim (ca. 1788)
- Kunstnerens hustru Louise Augusta født Oppenheim (1798?)